# Orontius
Orontius est un cratère lunaire situé sur la face visible de la Lune. Il se trouve au nord-ouest du grand cratère Tycho et au sud-est du large cratère Deslandes. Sur sa bordure sud se trouve le cratère Saussure et au sud-ouest le cratère Picket juste à côté du cratère Tycho.
En 1935, l'Union astronomique internationale a donné le nom de l'astronome français Oronce Finé à ce cratère lunaire.

## Cratères satellites
Par convention, les cratères satellites sont identifiés sur les cartes lunaires en plaçant la lettre sur le côté du point central du cratère qui est le plus proche d'Orontius.
| Orontius | Latitude | Longitude | Diamètre |
| -------- | -------- | --------- | -------- |
| A        | 39.1° S  | 2.6° W    | 7 km     |
| B        | 40.0° S  | 3.1° W    | 10 km    |
| C        | 37.9° S  | 4.1° W    | 15 km    |
| D        | 39.4° S  | 6.2° W    | 15 km    |
| E        | 39.5° S  | 4.8° W    | 6 km     |
| F        | 39.1° S  | 3.9° W    | 41 km    |